# Lee Hye-kyoung
Lee Hye-gyeong oder auch Lee Hye-kyoung (* 1960 in Poryŏng, in der Provinz Süd-Ch'ungch'ŏng) ist eine südkoreanische Schriftstellerin.

## Leben
Lee Hye-kyoung studierte Literatur in Seoul an der Kyung-Hee-Universität und arbeitete zwei Jahre lang als Lehrerin an einer Oberschule. Später war sie in einer Buchhandlung tätig und widmete sich ab 1993 ganz dem Schreiben.
Noch während ihrer Studentenzeit, debütierte sie 1982 mit der Erzählung Unsere Blattnarbe, die in der Zeitschrift „Segye-ŭi munhak“ (Weltliteratur) erschien. 1995 publizierte sie den Roman Das Haus auf dem Weg, der mit dem „Preis für Autoren von heute“ ausgezeichnet wurde. Drei Jahre später veröffentlichte sie den Sammelband Vor dem Haus. Für diesen Band erhielt sie einen Preis von der Hankook Ilbo. Danach ging sie als ehrenamtliche Mitarbeiterin nach Indonesien, wo sie auf Java an der Universität Koreanisch lehrte. Nach ihrer Rückkehr erhielt sie für die Kurzgeschichte Passhöhe (2001) den „Preis für zeitgenössische Literatur“ und vertiefte sich wieder in ihre schriftstellerische Tätigkeit. 2002 veröffentlichte sie ihren zweiten Sammelband Unter dem Schatten der Blüten, welcher mit dem Lee-Hyo-sŏk-Literaturpreis geehrt wurde.

## Arbeiten (Auswahl)

### Koreanisch
- 그집앞 (Vor dem Haus) Seoul: Mineum 1998
- 꽃그늘 안에 (Unter dem Schatten der Blüten) Seoul: Changbi 2002
- 그냥 걷다가 문득 (Noch während ich ging, aus heiterem Himmel)
- 길 위의 집 (Das Haus auf dem Weg) Seoul: Mineum 1995
- 너 없는 그자리 (Der Platz, an dem du fehlst) Munhakdongne 2012

### Übersetzungen ins Deutsche
- Das Haus auf dem Weg Pendragon Verlag. 2005 ISBN 978-3865320186

## Auszeichnungen
- 1995: 제19회 오늘의 작가상 (Preis für Autoren von heute)
- 1998: 제31회 한국일보문학상 (Hankook-Ilbo-Literaturpreis)
- 2002: 제3회 이효석문학상 (Lee-Hyo-sŏk-Literaturpreis)
- 2002: 제47회 현대문학상 (Preis für zeitgenössische Literatur)
- 2004: 제17회 리베라투르상 장려상 (LiBeraturpreis, Förderpreis)
- 2006: 제13회 이수문학상 (13. Isu-Literaturpreis)
- 2006: 제37회 동인문학상 (37. Tong-in-Literaturpreis)